# Đại học Bordeaux 1
Đại học Bordeaux 1 là một trường đại học thành viên của Đại học Bordeaux. Cơ sở chính của nó tại Talence. Trường có nhiều viện, trung tâm nghiên cứu, phòng thí nghiệm quan trọng đại diện cho vùng Aquitaine. Có thể kể đến như sau:
- Institut de Mathématiques de Bordeaux (IMB), Viện toán học Bordeaux.[1] Viện là nơi làm việc chính của các người làm nghiên cứu về Toán của các trường Đại học Bordeaux 1, 2, 4 và các đơn vị có liên quan khác.
- Centre de Neurosciences Intégratives et Cognitives (CNIC), trung tâm nghiên cứu về khoa học thần kinh.[2]
- Laboratoire Bordelais de Recherche en Informatique (LaBRI), trung tâm nghiên cứu về khoa học máy tính.[3]